# Murder Gill
Der Murder Gill ist ein Wasserlauf in Dumfries and Galloway, Schottland. Er entsteht an der Westseite des Peat Rig und fließt in westlicher Richtung bis zu seiner Mündung in das Stennies Water.